# Río Agudín
El río Agudín nace en la vertiente norte en las dehesas del sector de la Sierra de Ávila a poniente de Villanueva del Campillo (Ávila), no lejos de Tórtoles de la Sierra  a unos 1544 m s. n. m., en el término municipal de Bonilla de la Sierra, pasa por la dehesa llamada El Rebollar perteneciente al alejado núcleo de Mesegar de Corneja, continua hacia el norte, pasa por el término municipal de Pascualcobo, atraviesa la carretera AV-105, antes de llegar al término de Diego del Carpio. Entra en la provincia de Salamanca y tras pasar por Gómez Velasco y Pedraza de Alba  desemboca en el río Gamo.